# Ellen Blomaert
Ellen Blomaert is een personage uit de Vlaamse soap Thuis dat gespeeld wordt door Gerdy Swennen sinds 2012. Ze komt sporadisch voor in de serie.

## Fictieve biografie
Ellen is voor het eerst te zien in het algemeen ziekenhuis met haar dochter Jana. Die had namelijk een ongeval in de turnles op school. Ellen ziet in het ziekenhuis Tibo terug, waarmee ze 15 jaar geleden zwanger werd van Jana. Tibo heeft het er moeilijk mee en is bang dat zijn vriend Franky dat te weten zal komen. Ellen wil dat Tibo kennis maakt met Jana en zich regelmatig bezighoudt met haar. Tibo ziet dat echter niet zitten. Wanneer Franky erachter komt dat Tibo Jana's vader is, heeft hij het er eerst moeilijk mee, maar na een tijdje accepteert hij het. Wanneer Jana later een relatie begint met Bram, is Ellen boos op Jana omdat ze nog minderjarig is. Wanneer Bram Jana's verjaardagsfeest verpest en vlucht na problemen zit ze in de put. Ellen en Tibo proberen haar er weer door te geraken. Later begint Jana een relatie met Lowie Bomans. Het gaat goed tussen de twee totdat ze ontdekt dat ze zwanger is, het kind blijkt echter niet van Lowie te zijn maar van Bram. Wanneer Ellen het nieuws te horen krijgt schrikt ze enorm maar steunt ze haar dochter. Na de dood van haar kleinzoon (Jack Schepers) steunt ze Bram en Jana.